# David Fury
David Allen Shapiro, conosciuto come David Fury (New York, 5 marzo 1959), è un produttore televisivo e sceneggiatore statunitense.
Ha raggiunto una certa fama grazie ai suoi lavori in Buffy, Angel, Lost e 24.